# Терф Мур
Терф Мур (англ. Turf Moor) — футбольний стадіон у Бернлі, Англія. Відкритий 17 лютого 1883 року товариським матчем місцевих команд «Бернлі» проти «Роутенстал Атлетик». Один з останніх англійських стадіонів, на якому роздягальня та тунель для виходу на поле — за воротами. Початково складався лише з поля, у 1885 році прибудували першу трибуну. Пізніше її збільшили та на кінцях поля збудували терраси. Після Другої світової війни стадіон повністю перебудували. У 1990-х терраси замінили на сидячі трибуни. Зараз стадіон має чотири трибуни: Джеймса Гарґрівза (англ. James Hargreaves Stand), Джиммі Макілроя (англ. Jimmy McIlroy Stand), Боба Лорда (англ. Bob Lord Stand) та Крикетна трибуна (англ. Cricket Field Stand).
Перший матч у рамках Футбольної Ліги на Терф Мур відбувся 6 жовтня 1888 року. Рекорд відвідуваності стадіону був встановлений під час матчу Кубка Англії у 1924 році між «Бернлі» та «Гаддерсфілд Таун», і склав 54 755 вболівальників. У 1922 році Терф Мур прийняв свій єдиний пів-фінальний матч цього турніру. Стадіон приймав декілька матчів юнацької, молодіжної та головної збірної Англії з футболу (у тому числі і жіночої).